# جه جانسون
جه جانسون (انگلیسی: Jeh Johnson؛ زادهٔ ۱۱ سپتامبر ۱۹۵۷) یک وکیل اهل ایالات متحده آمریکا است که از ۲۳ دسامبر ۲۰۱۳ تا ۲۰ ژانویه ۲۰۱۷ وزیر امنیت داخلی ایالات متحده آمریکا بود. او از سال ۲۰۰۹ تا ۲۰۱۲ مدیر ارشد حقوقی وزارت دفاع آمریکا بود.